# Volta a Turíngia
A Volta a Turíngia (oficialmente: Internationale Thüringen Rundfahrt) são dois carreiras ciclistas por etapas alemãs, masculina limitada a corredores sub-23 e feminina, que se disputa no estado de Turíngia. A masculina disputada no mês de julho; e a feminina, chamada oficialmente Internationale Thüringen Rundfahrt der Frauen (Volta a Turíngia Feminina), disputada no mês de maio ou junho.
A masculina criou-se em 1976 e a feminina em 1988 ambas como amador. A feminina não se disputou nos anos 1990 e 1991, enquanto com a masculina sucedeu o mesmo em 1991. Desde esses anos começaram a disputar-se anualmente com regularidade e a feminina ascendeu ao profissionalismo em 2004 na categoria 2.9.1 (máxima categoria do profissionalismo para carreiras por etapas femininas) renomeando-se essa categoria em 2005 pela 2.1 mantendo a carreira dito status (ainda que em 2013, depois da introdução da categoria 2.hc, ficou num segundo degrau mas só nesse ano já que essa categoria superior só existiu nesse ano 2013). A masculina manteve-se como amador (em seu último ano na máxima categoria amador: 2.7.1) até criação dos Circuitos Continentais da UCI em 2005 na que começou a fazer parte do UCI Europe Tour dentro da categoria 2.2 (última categoria do profissionalismo) e depois na categoria específica criada em 2007 para corredores sub-23, mas também dentro da última categoria do profissionalismo: 2.2U.
Tanto a feminina como a masculina sempre têm tido 6 ou 7 etapas.

## Palmarés
Em amarelo: edição amador.
| Ano  | Ganhador              | Segundo               | Terceiro             |
| ---- | --------------------- | --------------------- | -------------------- |
| 1976 | Joachim Vogel         | Bernd Fischer         | Ladislav Heller      |
| 1977 | Andreas Neuer         | Peter Koch            | Michael Schiffner    |
| 1978 | Norbert Dürpisch      | Joachim Hentzen       | Detlef Kletzin       |
| 1979 | Hans-Joachim Hartnick | Andreas Petermann     | Bernd Drogan         |
| 1980 | Andreas Petermann     | Olaf Ludwig           | Thomas Barth         |
| 1981 | Andreas Petermann     | Detlef Macha          | Bodo Straubel        |
| 1982 | Uwe Raab              | Hardy Gröger          | Matthias Lendt       |
| 1983 | Mario Hernig          | Uwe Ampler            | Dão Radtke           |
| 1984 | Matthias Lendt        | Harald Wolf           | Bodo Straubel        |
| 1985 | Uwe Ampler            | Andreas Lux           | Lutz Lötzsch         |
| 1986 | Uwe Ampler            | Matthias Lendt        | Hardy Gröger         |
| 1987 | Uwe Ampler            | Jens Heppner          | Matthias Lendt       |
| 1988 | Olaf Ludwig           | Jan Shur              | Stephan Gottschling  |
| 1989 | Steffen Rein          | Thomas Barth          | Uwe Raab             |
| 1990 | Bert Dietz            | Falk Boden            | Frank Khün           |
| 1991 | Não se disputou       | Não se disputou       | Não se disputou      |
| 1992 | Bert Dietz            | Jörn Reuss            | Achmed Wolke         |
| 1993 | Ralf Schmidt          | Alexander Kastenhuber | Steffen Uslar        |
| 1994 | Steffen Uslar         | Jens Zemke            | Thomas Liese         |
| 1995 | Steffen Blochwitz     | Josef Holzmann        | Fraude Scholz        |
| 1996 | Michael Schlickum     | Thomas Liese          | Martin Müller        |
| 1997 | Fraude Scholz         | Thomas Liese          | Ronny Lauke          |
| 1998 | Lars Teutenberg       | Thomas Liese          | Stephan Schreck      |
| 1999 | Stephan Schreck       | Gerhard Trampush      | Jamie Burrow         |
| 2000 | Patrick Sinkewitz     | Mathias Jelitto       | Ronny Scholz         |
| 2001 | Christian Pfannberger | Mart Louwers          | Ronald Mutsaars      |
| 2002 | Pieter Weening        | Christian Knees       | Thomas Ziegler       |
| 2003 | Joost Posthuma        | Bernhard Kohl         | Pieter Weening       |
| 2004 | Thomas Dekker         | Rory Sutherland       | Marc de Maar         |
| 2005 | Kai Reus              | Luigi Sestili         | Miha Svab            |
| 2006 | Tony Martin           | William Walker        | Edvald Boasson Hagen |
| 2007 | Mathias Frank         | Tony Martin           | Mathias Belka        |
| 2008 | Patrick Gretsch       | Martin Reimer         | Tony Gallopin        |
| 2009 | Stefan Denifl         | Steven Kruijswijk     | Jack Bobridge        |
| 2010 | John Degenkolb        | Timothy Roe           | Rohan Dennis         |
| 2011 | Wilco Kelderman       | Jakob Steigmiller     | Tom Dumoulin         |
| 2012 | Rohan Dennis          | Johan Le Bon          | Marc Goos            |
| 2013 | Dylan van Baarle      | Lasse Norman Hansen   | Damien Howson        |

## Palmarés por países
| País          | Vitórias |
| ------------- | -------- |
| Alemanha      | 27       |
| Países Baixos | 5        |
| Áustria       | 2        |
| Suíça         | 1        |
| Austrália     | 1        |